# Chester (Illinois)
Chester és una ciutat dels Estats Units a l'estat d'Illinois. Segons el cens del 2000 tenia 8.400 habitants.

## Demografia
Segons el cens del 2000, Chester tenia 8.400 habitants, 2.018 habitatges, i 1.283 famílies. La densitat de població era de 339,9 habitants/km².
Dels 2.018 habitatges en un 28,7% hi vivien nens de menys de 18 anys, en un 48,9% hi vivien parelles casades, en un 10,3% dones solteres, i en un 36,4% no eren unitats familiars. En el 32,1% dels habitatges hi vivien persones soles el 17% de les quals corresponia a persones de 65 anys o més que vivien soles. El nombre mitjà de persones vivint en cada habitatge era de 2,32 i el nombre mitjà de persones que vivien en cada família era de 2,92.
Per edats la població es repartia de la següent manera: un 22,4% tenia menys de 18 anys, un 8,1% entre 18 i 24, un 27,9% entre 25 i 44, un 21,9% de 45 a 60 i un 19,7% 65 anys o més.
L'edat mediana era de 40 anys. Per cada 100 dones de 18 o més anys hi havia 102,1 homes.
La renda mediana per habitatge era de 39.079 $ i la renda mediana per família de 49.426 $. Els homes tenien una renda mediana de 36.103 $ mentre que les dones 22.239 $. La renda per capita de la població era de 22.190 $. Aproximadament el 5,4% de les famílies i el 9,7% de la població estaven per davall del llindar de pobresa.

## Poblacions properes
El següent diagrama mostra les poblacions més properes.